# LII Corpo de Exército (Alemanha)
O LII Corpo de Exército (em alemão:LII. Armeekorps) foi um Corpo de Exército alemão que operou durante a Segunda Guerra Mundial.

## Comandantes
| Comandante                                   | Data                                                  |
| -------------------------------------------- | ----------------------------------------------------- |
| General der Infanterie Kurt von Briesen      | 25 de novembro de 1940 - 20 de novembro de 1941 (KIA) |
| Generalleutnant Albert Zehler                | 20 de novembro de 1941 - 10 de dezembro de 1941       |
| General der Infanterie Eugen Ott             | 10 de dezembro de 1941 - 1 de outubro de 1943         |
| General der Infanterie Hans-Karl von Scheele | 1 de outubro de 1943 - 20 de novembro de 1943         |
| General der Infanterie Erich Buschenhagen    | 20 de novembro de 1943 - 1 de fevereiro de 1944       |
| General der Infanterie Rudolf von Bünau      | 1 de fevereiro de 1944 - 1 de abril de 1944           |
| General der Infanterie Erich Buschenhagen    | 1 de abril de 1944 - ? de agosto de 1944              |

## Área de operações
| Alemanha                   | novembro de 1940 - junho de 1941 |
| Frente Oriental, setor sul | junho de 1941 - agosto de 1944   |